# Parlament de Groenlàndia
El Parlament de Groenlàndia és el detenidor del poder legislatiu en el govern de Groenlàndia, una província autònoma de Dinamarca. En kalaallisut, el seu nom és Kalaallit Nunaanni Inatsisartut, i en danès, Grønlands Landsting. El govern de Groenlàndia és anomenat sovint autogovern de Groenlàndia.

## Origen del nom
La paraula Landsting ve del nòrdic antic i vol dir consell. Es va fer servir en temps dels vikings i era format pels homes lliures de la comunitat. En aquells temps era anomenat 'ting,' perquè agrupava un centenar d'homes. Els tings volien representar tots els homes del territori i per això afegiren la paraula 'land' i els quedà landsting.

## Història
Fou creat el 1988, el Parlament és format per una Presidència composta de quatre membres del Parlament i el president. Hi ha 31 membres a l'Assemblea.
Caps del Parlament:
- Mr. Daniel Skifte, Atassut 2001 fins ara
- Mr. Ole Lynge, Inuit Ataqatigiit 1999-2001
- Mr. Anders Andreassen 1997-1999